# Edmund Russow

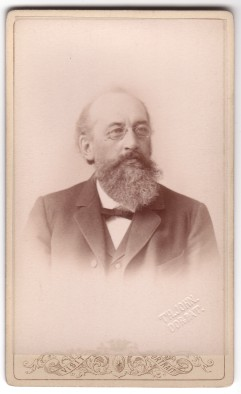
Edmund Russow, Porträtfotografie von Theodor John (um 1890)

Edmund August Friedrich Russow (russisch Эдмунд Фридрихович Руссов;  * 12. Februarjul. / 24. Februar 1841greg. in Reval; † 30. Märzjul. / 11. April 1897greg. in Dorpat) war ein russischer, deutschbaltischer Botaniker.

## Leben

### Herkunft und Familie
Edmund war Angehöriger der baltischen Familie Russow. Seine Eltern waren der Ingenieur-Oberstleutnant und Chef der estländischen Baukommission Friedrich Russow (geb. 1795) und Wera Dorothea, geborene Hertwig (1818–1887).
Er vermählte sich 1866 mit Emma Winkler (1842–1903). Aus der Ehe gingen fünf Kinder hervor:
- Wolfgang (1862–1938), Leiter der Tallinner Marineschule
- Karl Ernst (1869–1932), Mediziner
- Karl Johann Walter (1872–1894)
- Erna (* 1874) ⚭ 1894 Constantin Winkler (1848–1900), Botaniker
- Frieda Wera Walli (1878–1958)

### Werdegang
Russow besuchte von 1851 bis 1860 das Gouvernements-Gymnasium zu Reval und studierte von 1860 bis 1864 Botanik an der Kaiserlichen Universität Dorpat. Er setzte sein Studium 1865 bei Alexander Braun in Berlin fort. Zurück in Dorpat machte er 1865 seinen Magister und wurde Gehilfe des Direktors des Botanischen Gartens. Er wurde dann 1866 Privatdozent und von 1867 bis 1874 Dozent der Botanik, besonders der Anatomie und Physiologie der Pflanzen. Im Jahr 1871 wirkte er in Berlin, Rostock und wieder Dorpat, wo er zum Dr. bot. promoviert wurde. 1872 wurde er mit dem nach Karl Ernst von Baer benannten Baer-Preis der Akademie der Wissenschaften in St. Petersburg ausgezeichnet. Von 1874 bis 1895 war er ordentlicher Professor der Botanik und Direktor des Botanischen Gartens. Er war Wirklicher Staatsrat, was nach Rangtabelle mit dem erblichen Adel und der Anrede Erhabene Exzellenz verbunden war, sowie Präsident der Dorpater Naturforscher-Gesellschaft. Die Russische Akademie der Wissenschaften in Sankt Petersburg nahm ihn 1885 als korrespondierendes Mitglied auf. 1887 wurde er Mitglied der Deutschen Akademie der Naturforscher Leopoldina.
Russow war ein vielseitiger Forscher, mit herausragenden Fähigkeiten am Mikroskop. Er beschäftigte sich besonders mit Moosen und Farnen, nahm an den Fachdiskursen seiner Zeit regen Anteil. Sein offizielles botanisches Autorenkürzel lautet „Russow“.

## Werke
- Beiträge zur Kenntniss der Torfmoose, Dorpat 1865 (Digitalisat)
- Histologie und Entwicklungsgeschichte der Sporenfrucht von Marsilia, Dorpat 1871 (Dissertation) (Digitalisat)
- Vergleichende Untersuchungen betreffend die Histiologie … der Leitbündel Kryptogamen St. Petersburg 1872 (Digitalisat)
- Entwicklungsgeschichte der Sporenfrucht von Marsilia, St. Petersburg 1873 (Digitalisat)
- Betrachtungen über das Leitbündel- und Grundgewebe aus vergleichend morphologischem und phylogenetischem Gesichtspunkt, 1875 (Digitalisat)
- Über die Auskleidung der Intercellularen, Dorpat 1884 (Digitalisat)

### Von Russow erstbeschriebene Pflanzen
Russow beschrieb insgesamt 196 Pflanzenarten, -unterarten und -varietäten sowie Sektionen, darunter die Art:
- Sphagnum warnstorfii, 1888[5][6]

### Nach Russow benannte Pflanzen
- Dactylorhiza russowii Klinge
- Saussurea russowii C.Winkl.
- Sphagnum russowii Warnst.